# CDK-Inhibitor 2A
Der CDK-Inhibitor 2A (Abkürzung von cyclin dependent kinase inhibitor 2A, auch p16) ist ein Protein in Säugetieren, das durch seine starke Bindung an die Enzyme CDK4 und CDK6 den Zellzyklus reguliert. Es wird beim Menschen in allen Gewebetypen außer im Gehirn und den Skelettmuskeln exprimiert. Mutationen im CDKN2A-Gen werden für das Auftreten mehrerer erblicher Melanom-Typen und teilweise für das Li-Fraumeni-Syndrom verantwortlich gemacht. Insbesondere die dann fehlende Hemmung der Proteinkinase CDK4 führt dazu, dass der Zellzyklus nicht mehr in der G1-Phase aufgehalten werden kann: die Zelle wird zum Tumor.
p16-Mutationen, aber auch verringerte p16-Expression durch DNA-Methylierung des CDKN2A-Gens sind außerdem beteiligt an der Entwicklung von Pleuramesotheliomen, Plattenepithelkarzinomen und Darmkrebs, was wiederum den Einsatz pharmazeutischer CDK-Inhibitoren in diesen Fällen sinnvoll erscheinen lässt.
Im Jahr 2010 konnte erstmals in einer Studie an zweitausend Patientinnen gezeigt werden, dass Rauchen bereits nach kurzer Zeit das Risiko für DNA-Methylierung des CDKN2A-Gens auf das Vierfache erhöht.